# Benjamín Ruiz
Benjamín Ignacio Ruiz Herrera (Las Condes, Región Metropolitana, Chile, 21 de agosto de 1981) es un exfutbolista chileno. Jugaba de defensa y mediocampista y militó en diversos equipos de Chile.

## Clubes
| Club               | País  | Año       |
| ------------------ | ----- | --------- |
| Audax Italiano     | Chile | 2001-2005 |
| Colo-Colo          | Chile | 2006      |
| Deportes La Serena | Chile | 2006      |
| Palestino          | Chile | 2007      |
| O'Higgins          | Chile | 2007      |
| Everton            | Chile | 2008-2009 |
| Ñublense           | Chile | 2010-2015 |
| Unión La Calera    | Chile | 2015-2016 |

## Palmarés

### Campeonatos nacionales
| Título           | Club      | País  | Año    |
| ---------------- | --------- | ----- | ------ |
| Primera División | Colo-Colo | Chile | 2006-A |
| Primera División | Everton   | Chile | 2008-A |

- Datos: Q4889498